# Joanna Angel
Joanna Angel (ur. 25 grudnia 1980 w Nowym Jorku) – amerykańska modelka, aktorka, producentka i reżyserka filmów pornograficznych.

## Życiorys

### Wczesne lata
Urodziła się w nowojorskim Brooklynie jako córka ortodoksyjnej Żydówki i Amerykanina. Wychowywała się w River Edge, w hrabstwie Bergen w stanie New Jersey, gdzie uczęszczała do Cherry Hill Elementary School, a w 1998 ukończyła River Dell Regional High School. Następnie podjęła studia na wydziale literatury angielskiej i filmoznawstwa na Uniwersytet Rutgersa, gdzie zdobyła tytuł bakałarza (Bachelor of Arts).
W szkole średniej pracowała w koszernej restauracji z fast foodami w Teaneck, a potem na Applebee’s i podczas studiów w restauracji Happy’s Health Grille.
Po ukończeniu studiów, przeniosła się do Williamsburgu, dzielnicy w północnej części Brooklynu, w Nowym Jorku, i idąc w ślady SuicideGirls, wspólnie z Mitchem Fontaine stworzyła stronę hardcore dla dorosłych BurningAngel. Dorabiała także w nocy jako striptizerka.

### Kariera
Od 2008 pisała scenariusze, produkowała, reżyserowała i grała w filmach dostępnych wyłącznie poprzez firmę BurningAngel Entertainment, w tym The Walking Dead: A Hardcore Parody, parodię filmu Żywe trupy (The Walking Dead, 2013). Brała także udział w bardziej tradycyjnie dystrybuowanych filmach dla dorosłych. Podpisała kontrakt z VCA Pictures, który wygasł w marcu 2007. Potem związana była z agencją Bad Ass Models. 
Trafiła do obsady horroru Slumber Party Slaughterhouse: The Game (2008) jako Ariana. Była przedstawiona w licznych czasopismach, w tym „The New York Times”. Przez pewien czas pisała artykuły dla magazynu „Spin” i wydała książkę Naked Ambition: Women Pornographers and How They Are Changing the Sex Industry (2005).
Nagrała kilka singli: „Rock And Roll In Your Butthole” (2008), „Gimme Some Pants” (2013), „Fish Food” (2014) i „A.Lay.Un” (2015). W 2010 wzięła udział w reklamie społecznej dla Free Speech Coalition (FSC) na temat naruszenia praw autorskich internetu z treściami dla dorosłych, w reżyserii Michaela Whiteacre. W spocie zatytułowanym „FSC All-Star antypiracka PSA” wystąpiła w towarzystwie gwiazd Wicked Pictures, takich jak Lisa Ann, Ron Jeremy czy Alektra Blue. W 2011 znalazła się na liście CNBC jako jedna z 12 najbardziej popularnych gwiazd porno. 
Wystąpiła w niezależnym filmie Scrapper (2013) u boku Michaela Beacha i Aidana Gillena, muzycznym filmie dokumentalnym Skum Rocks! (2013) z Alice Cooperem, Matthew Broderickiem, Fran Drescher i Kevinem Baconem, serialu komediowym Racquetball (2014) z Kevinem Nealonem oraz dramacie kryminalnym The Owl in Echo Park (2017).
W styczniu 2018 udzieliła wywiadu dla magazynu „Men’s Health”.

## Życie prywatne
W latach 2005–2011 związana była z aktorem porno Jamesem Deenem. W lutym 2008 romansowała z gitarzystą Dave’em Navarro. W 2013 związała się z grafikiem i muzykiem Aaronem Thompsonem, który potem brał udział w jej produkcjach pod pseudonimem „Small Hands”, za którego 31 października 2016 wyszła za mąż. Zamieszkali w Los Angeles. Wystąpili razem w krótkometrażowym dramacie Miłość to śmierć (Love Is Dead, 2016). W 2018 powiedziała „The Sun”: – „Przed moim związkiem z Aaronem spotykałam się z innymi mężczyznami, ale czułam się niepewnie co do swojej pracy, więc powiedziałam mu, żeby zabawiał się z innymi dziewczynami, żeby było sprawiedliwie. Ale nie mogłam sobie z tym poradzić, nie chciałam otwartego związku, choć czułam, że ze względu na moją pracę muszę”. W czerwcu 2019 w Glendale w Kalifornii Joanna Angel i Aaron Thompson rozpoczęli produkcję whisky Doom’s swojego autorstwa. W listopadzie 2024 Joanna Angel poinformowała na Instagramie o rozstaniu z mężem, z którym spędziła osiem lat.

## Nagrody
| Rok  | Nagroda          | Kategoria                                                          | Film                                             | Inni wykonawcy |
| ---- | ---------------- | ------------------------------------------------------------------ | ------------------------------------------------ | --- |
| 2006 | AVN Award        | Najbardziej skandaliczna scena seksu                               | Re-Penetrator (2004)                             | Tommy Pistol |
| 2007 | AVN Award        | Najlepsza komedia lub parodia                                      | Joanna’s Angels 2: Alt Throttle (2005)           | – |
| 2007 | XBIZ Award       | Crossoverowy ruch roku                                             | –                                                | – |
| 2008 | AVN Award        | Najlepsza realizacja specjalna                                     | Cum on My Tattoo 3 (2007)                        | – |
| 2009 | XRCO Award       | Najlepsza ekranowa chemia                                          | –                                                | James Deen |
| 2011 | XBIZ Award       | Specjalny program partnerski roku                                  | –                                                | – |
| 2011 | NightMoves Award | Nagroda redakcji: Najlepszy reżyser                                | –                                                | – |
| 2011 | AVN Award        | Najlepsza gwiazda porno strony internetowej                        | –                                                | – |
| 2011 | AVN Award        | Najlepsza scena seksu solo                                         | Rebel Girl (2010)                                | – |
| 2012 | NightMoves Award | Nagroda redakcji: Najlepsza indywidualna strona internetowa        | –                                                | – |
| 2012 | NightMoves Award | Nagroda potrójnej gry tancerka/aktorka/reżyserka                   | –                                                | – |
| 2012 | AltPorn Award    | Najlepszy film pełnometrażowy wideo                                | Fuckenstein (2012)                               | Ramón Nomar, Joanna Angel i James Deen |
| 2013 | AVN Award        | Najlepsza gwiazda porno Website                                    | –                                                | – |
| 2013 | AVN Award        | Najlepsza scena seksu solo                                         | Joanna Angel: Filthy Whore (2012)                | – |
| 2013 | NightMoves Award | Nagroda redakcji: Najlepszy atrament                               | –                                                | – |
| 2013 | NightMoves Award | NightMoves Hall of Fame (Sala sław)                                | –                                                | – |
| 2014 | AVN Award        | Najlepsza gwiazda porno strony internetowej(z AsaAkira.com)        | –                                                | – |
| 2015 | AVN Award        | Najlepsza gwiazda porno strony internetowej                        | –                                                | – |
| 2015 | Inked Award      | Inked Awards Hall Of Fame (Sala sław)                              | –                                                | – |
| 2015 | Inked Award      | Najlepsza scena grupowa                                            | All About That Orgy (2014)                       | Mick Blue, Kleio Valentien, James Deen, Natalia Marie, Skin Diamond i Mr. Pete                                                             |
| 2016 | AVN Award        | AVN Hall of Fame (Sala sław)                                       | –                                                | – |
| 2016 | XRCO Award       | XRCO Hall of Fame (Sala sław)                                      | –                                                | – |
| 2017 | AVN Award        | Najlepsza aktorka drugoplanowa                                     | Cindy: Queen of Hell (2016)                      | – |
| 2017 | AVN Award        | Najlepsza scena seksu analnego                                     | Angel ‘n Danger (2016)                           | Abella Danger i Manuel Ferrara |
| 2017 | Inked Award      | Reżyser roku                                                       | –                                                | – |
| 2017 | Inked Award      | Studio roku Burning Angel                                          | –                                                | – |
| 2017 | NightMoves Award | Najlepszy reżyser parodii                                          | –                                                | – |
| 2018 | XRCO Award       | Ulubiony mainstream mediów dla dorosłych                           | –                                                | – |
| 2018 | XBIZ Award       | Najlepsza scena seksu w realizacji komediowej                      | Jews Love Black Cock (2017, Burning Angel/Exile) | Abella Danger i Isiah Maxwell |
| 2018 | XBIZ Award       | Najlepsza aktorka w realizacji komediowej                          | Jews Love Black Cock (2017, Burning Angel/Exile) | – |
| 2018 | AltPorn Award    | Najlepsza witryna członkowska – Multigirl / Community BurningAngel | –                                                | – |
| 2018 | AltPorn Award    | Najlepsze wideo gonzo                                              | Cum On My Tattoo 7 (2017)                        | Marley Brinx, Leigh Raven, Rachel Rampage i Victoria Villain                                                                               |
| 2018 | AltPorn Award    | Nagroda fanów: Ulubiony film pełnometrażowy                        | A Very Adult Wednesday Addams 2 (2017)           | Katrina Jade, Holly Hendrix, Gina Valentina, Charlotte Sartre, Lady Luna, Tommy Pistol, Ramón Nomar, Small Hands, Markus Dupree i Gage Sin |
| 2019 | NightMoves Award | Najlepsza reżyserka filmu niepełnometrażowego                      | –                                                | – |
| 2019 | XBIZ Award       | Najlepsza aktorka w komedii                                        | Dirty Grandpa (2018)                             | – |
| 2019 | XBIZ Award       | Najlepsza scena seksu                                              | Joanna Angel Gangbang: As Above, So Below (2018) | Ricky Johnson, Isiah Maxwell i Prince Yahshua                                                                                              |
| 2019 | XBIZ Award       | Najlepsza aktorka drugoplanowa                                     | Talk Derby to Me (2018)                          | – |
| 2019 | AVN Award        | Najlepsza aktorka drugoplanowa                                     | A Trailer Park Taboo (2018)                      | – |
| 2019 | Inked Award      | Najlepsza scena grupowa                                            | All Access POV 2 (2018)                          | Karma Rx i Small Hands |
| 2019 | AltPorn Award    | Najlepsza wykonawczyni roku                                        | –                                                | – |
| 2019 | AltPorn Award    | Najlepsze wideo gonzo                                              | Tits And Tattoos #2 (2018)                       | Sheridan Love, Larkin Love, Lily Lane, Tommy Pistol, Small Hands, Will Havoc, Samantha Mack i Karma RX                                     |
| 2019 | AltPorn Award    | Nagroda fanów: Ulubione wideo gonzo                                | Goth Anal Whores 2 (2018)                        | Aiden Ashley, Marley Brinx, Arya Fae, Chloe Cherry i Charlotte Sartre                                                                      |
| 2020 | XBIZ Award       | Realizacja fetysz roku                                             | Joanna Angel is Kinky (2019)                     | – |
| 2020 | AltPorn Award    | Nagroda fanów: Ulubione wideo gonzo                                | Very Adult Wednesday Addams 3 (2019)             | Markus Dupree, Evelyn Claire, Marley Brinx, Alex Legend, Lily Lane, Kyle Mason, Jessie Lee i Small Hands                                   |
| 2021 | AVN Award        | Najlepszy scenariusz komedii                                       | Evil Tiki Babes (2020)                           | – |
| 2021 | Fleshbot Award   | Reżyser roku produkcji trans                                       | –                                                | – |
| 2021 | XCritic Award    | Najlepszy reżyser filmu fabularnego                                | Casey: A True Story (2021)                       | – |
| 2022 | AVN Award        | Najlepszy scenariusz                                               | Casey: A True Story (2021)                       | – |
| 2022 | AltPorn Award    | AltPorn Hall of Fame (Sala sław)                                   | –                                                | – |
| 2023 | Urban X Award    | Urban X Hall of Fame (Sala sław)                                   | –                                                | – |

## Filmografia
| Rok  | Tytuł                                                                                             | Rola                | Reżyser                  |
| ---- | ------------------------------------------------------------------------------------------------- | ------------------- | ------------------------ |
| 2008 | Spornifikowani (The Price of Pleasure: Pornography, Sexuality & Relationships, film dokumentalny) | w roli samej siebie | Miguel Picker, Chyng Sun |
| 2008 | Porno od 9 do 17 (9to5: Days in Porn)                                                             | w roli samej siebie | Jens Hoffmann            |
| 2009 | Warning!!! Pedophile Released                                                                     | w roli samej siebie | Shane Ryan               |
| 2009 | Porn: Business of Pleasure (film dokumentalny)                                                    | w roli samej siebie | Melissa Lee              |
| 2009 | Naked Ambition: An R Rated Look at an X Rated Industry (film dokumentalny)                        | w roli samej siebie | Michael Grecco           |
| 2011 | Everybody Loves Porn (film dokumentalny TV)                                                       | w roli samej siebie | Adriana Hemans           |
| 2013 | Femme (film dokumentalny)                                                                         | w roli samej siebie | Emmanuel Itier           |
| 2013 | Skum Rocks! (film dokumentalny)                                                                   | w roli samej siebie | Clay Westervelt          |
| 2014 | Doc of the Dead (film dokumentalny)                                                               | w roli samej siebie | Alexandre O. Philippe    |
| 2014 | The Golden Rules of Porn (film dokumentalny)                                                      | w roli samej siebie | Kevin Hylands            |
| 2016 | X-Rated 2: The Greatest Adult Stars of All-Time (film dokumentalny)                               | w roli samej siebie | Bryn Pryor               |